# Tanganikallabes mortiauxi
Tanganikallabes mortiauxi là loài duy nhất của (bộ Siluriformes) trong chi Tanganikallabes của họ Clariidae. Loài này được tìm thấy ở Lake Tanganyika. Chúng sống ở Burundi, Cộng hoà Dân chủ Congo, Tanzania, và Zambia. Loài này có chiều dài khoảng 33 xăng ti mét (13,0 in) TL. Loài này sinh sống ở các bờ đá của các hồ.